# William R. Polk
William Roe Polk (* 7. März 1929 in Fort Worth, Texas; † 6. April 2020 in Vence) war ein US-amerikanischer Historiker, Publizist und Berater für außenpolitische Fragen. Polk war Experte für die asymmetrische Kriegführung und beriet die Regierung der USA. Er war unter anderem Berater von Präsident John F. Kennedy.

## Leben
Polk studierte am New Mexico Military Institute. An der Harvard University schloss er sein Studium der Geschichte mit einem B.A. und einem Ph.D. ab. Er studierte zudem an der University of Oxford, wo er sein Studium mit einem B.A. und einem M.A. beendete. Polk studierte ferner an der Universität Bagdad, der Universität Mexiko, der Universität Chile und an der Amerikanischen Universität Kairo.
In Harvard unterrichtete er von 1955 bis 1961 Geschichte des Nahen Ostens. In der Regierungszeit John F. Kennedys beriet Polk das Außenministerium der Vereinigten Staaten in Bezug auf Fragen zum Nahen Osten und Nordafrika. Während der Kubakrise gehörte er zum Krisenstab der US-Regierung. In jener Zeit war Polk zudem stellvertretender Generalsekretär des UN-Hilfsprogramms für Palästina-Flüchtlinge im Nahen Osten. Nach dem Ende der Regierung Kennedys trat Polk von seinen politischen Ämtern zurück und wurde 1965 an der University of Chicago Professor für Geschichte des Nahen Ostens.
1967 wurde Polk Präsident des Adlai Stevenson Institute of International Affairs. In dieser Funktion richtete er die 20. Pugwash-Konferenz zur Problematik der Proliferation (Weiterverbreitung bzw. Weitergabe) von Kernwaffen aus. Zur Zeit des Sechstagekrieges beriet Polk McGeorge Bundy, den persönlichen Vertreter des damaligen US-Präsidenten Lyndon B. Johnson. Später war Polk Stabsleiter der W.P. Carey Foundation und Mitglied des Council on Foreign Relations (Rat für auswärtige Beziehungen (RAB)). Er hielt Vorlesungen am kanadischen Institut für außenpolitische Fragen und am Royal Institute of International Affairs (Chatham House), dem Institute of Economic Affairs (IEA) sowie an der damaligen Sowjetischen Akademie der Wissenschaften (heute: Russische Akademie der Wissenschaften). Polk war zudem außenpolitischer Berater von Dennis Kucinich, der als Mitglied der Demokraten bis zum 25. Januar 2008 Kandidat für die Nominierung zur Präsidentschaftswahl 2008 war.
In seinem Buch Aufstand hat William Polk Muster der asymmetrischen Kriegsführung in verschiedenen Phasen der Weltgeschichte untersucht und miteinander verglichen. Er war ein entfernter Verwandter von James K. Polk, dem elften Präsidenten der Vereinigten Staaten. Polk war verheiratet mit Elisabeth von Oppenheimer und lebte in Südfrankreich, wo er im April 2020 im Alter von 91 Jahren an den Folgen von Leukämie starb.

## Veröffentlichungen
- Mit David M. Stamler und Edmund Asfour: Backdrop to Tragedy: The Struggle for Palestine (1957). Beacon Press online edition
- The Opening of South Lebanon, 1788–1840: A Study of the Impact of The West on the Middle East (1963). Harvard University Press
- The United States and the Arab World (1965). Harvard University Press, 3rd edition 1975: ISBN 0-674-92718-4
  - The Arab World. 4th edition 1980, hardcover: ISBN 0-674-04316-2, paperback: ISBN 0-674-04317-0
  - The Arab World Today. 5th edition 1991, ISBN 0-674-04319-7
- Beginnings of Modernization in the Middle East: The Nineteenth Century (1968). University of Chicago Press, ISBN 0-226-67425-8
- Passing Brave (1973). Alfred Knopf, ISBN 0-394-47893-2
- The Elusive Peace: The Middle East in the Twentieth Century (1979). Palgrave McMillan, ISBN 0-312-24383-9
- Neighbors and Strangers: The Fundamentals of Foreign Affairs (1997). University Of Chicago Press, ISBN 0-226-67329-4
- Polk's Folly: An American Family History (2000). Doubleday, ISBN 0-385-49150-6, Anchor paperback ISBN 0-385-49151-4
- Understanding Iraq: The Whole Sweep of Iraqi History from Genghis Khan's Mongols to the Ottoman Turks to the British Mandate to the American Occupation (2005). HarperCollins hardcover: ISBN 0-06-076468-6, paperback: ISBN 0-06-076469-4
- The Birth of America: From Before Columbus to the Revolution (2006). HarperCollins hardcover: ISBN 0-06-075090-1
- Mit George McGovern: Out of Iraq: A Practical Plan for Withdrawal Now (2006). Simon & Schuster paperback: ISBN 1-4165-3456-3
- Violent Politics: A History of Insurgency, Terrorism, and Guerrilla War, from the American Revolution to Iraq (2007). HarperCollins hardcover: ISBN 0-06-123619-5
  - deutsch: Aufstand: Widerstand gegen Fremdherrschaft: vom Amerikanischen Unabhängigkeitskrieg bis zum Irak, übersetzt von Ilse Utz, Hamburger Edition 2009, ISBN 3-86854-210-8, erschienen ferner in der Schriftenreihe der Bundeszentrale für Politische Bildung, 2009, ISBN 978-3-8389-0019-3
- Understanding Iran: Everything You Need to Know, From Persia to the Islamic Republic, From Cyrus to Ahmadinejad (2009). Palgrave Macmillan hardcover: ISBN 978-0-230-61678-3